# Pla del Bon Aire
|  | Per a altres significats, vegeu «Pla del Bon Aire – el Garrot». |

El Pla del Bon Aire (de vegades ortografiat Pla del Bonaire) és un grup d'habitatges que conforma un dels barris de Terrassa. Situat al pla de Can Roca, tocant a la carretera de Matadepera, ocupa l'extrem nord-oriental del districte 5 o del Nord-oest. Té una superfície de 0,16 km² i una població de 2.552 habitants el 2021.
Està limitat al nord per l'avinguda de Lacetània, al sud per l'avinguda de Béjar, a l'est per la carretera de Matadepera (BV-1275) i a l'oest pel carrer de Berga.
Depèn de la parròquia del Carme, al barri de Sant Pere. La festa major és el primer diumenge de juny.

## Història
El polígon d'habitatges del Pla del Bon Aire va sorgir a mitjans de la dècada del 1960 arran de la creació de la cooperativa de Sant Carles Borromeu, a l'empara de l'Obra Sindical del Hogar, que volia aixecar diversos blocs de pisos al pla de Can Roca, prop de la carretera de Matadepera. Un cop construïts els dos primers blocs, l'empresa va fer fallida, i l'obra fou continuada per l'Institut Nacional de l'Habitatge ja entrats els anys 70, que hi va bastir 19 blocs més.
Al començament la barriada era coneguda com els pisos de Sant Carles Borromeu o els pisos de la carretera de Matadepera, però més endavant el municipi va adoptar la designació actual agafant el nom de la zona veïna situada més al nord, on es va aixecar la urbanització del Garrot, tocant a Matadepera. El complex esportiu i del centre cívic han ajudat a donar entitat al barri.
Aquest barri és potent esportivament gràcies a les instal·lacions del Poliesportiu del Pla del Bonaire, que dona servei a aquest barri i als barris veïns (com Can Roca)